# Widevine
Widevine是一家数字版权管理（DRM）技术提供商，其產品常用於Google Chrome和Firefox瀏覽器（及其一些衍生产品）、Android MediaDRM、Android TV和其他消费电子设备。Widevine于2010年被谷歌收购。Widevine的產品支持各种加密方案，能将视频内容安全地分发到消费者设备上。Widevine的產品可供内容提供商免费使用，不收取任何费用。

## 外部連結
- 官方网站